# Lubiszyn (gemeente)
De gemeente Lubiszyn is een landgemeente in het Poolse woiwodschap Lubusz, in powiat Gorzowski.
De zetel van de gemeente is in Lubiszyn.
Op 30 juni 2004 telde de gemeente 6726 inwoners.

## Oppervlakte gegevens
In 2002 bedroeg de totale oppervlakte van gemeente Lubiszyn 205,3 km², waarvan:
- agrarisch gebied: 47%
- bossen: 43%

De gemeente beslaat 16,99% van de totale oppervlakte van de powiat.

## Demografie
Stand op 30 juni 2004:
| Omschrijving                   | Totaal | Totaal | Vrouwen | Vrouwen | Mannen | Mannen |
| ------------------------------ | ------ | ------ | ------- | ------- | ------ | ------ |
| eenheid                        | aantal | %      | aantal  | %       | aantal | %      |
| inwoners                       | 6726   | 100    | 3291    | 48,9    | 3435   | 51,1   |
| bevolkingsdichtheid (inw./km²) | 32,8   | 32,8   | 16      | 16      | 16,7   | 16,7   |

In 2002 bedroeg het gemiddelde inkomen per inwoner 1540,6 zł.

## Administratieve plaatsen (sołectwo)
Baczyna, Brzeźno-Buszów-Łąkomin, Chłopiny-Jastrzębiec, Gajewo-Dzikowo, Kozin, Lubiszyn, Lubno, Marwice, Mystki, Smoliny-Podlesie, Staw-Zacisze, Ściechów, Ściechówek, Tarnów, Wysoka.

## Aangrenzende gemeenten
Bogdaniec, Dębno, Gorzów Wielkopolski, Kłodawa, Myślibórz, Nowogródek Pomorski, Witnica